# Вбитые камни
«Вбитые камни» (болг. Побити камъни, «Побитые камни», «Каменный лес», «Диликташ» — от тур. dikili taş — вбитый камень) — скальные образования в Болгарии, расположенные в 18 км от Варны по обе стороны от дороги Варна — София вблизи сёл Слынчево, Баново и Страшимирово и города Девня. Распределены на большие и малые группы на площади 7 км²[уточнить].
Представляют собой каменные колонны высотой от 5 до 7 м (некоторые до 10 м), толщиной от 0,3 до 3 м разного сечения. Колонны не имеют твёрдого основания, полые и заполнены песком.
Существует несколько гипотез их происхождения, которые можно объединить в две основные группы — органического и неорганического происхождения. Первая из них объясняет возникновение колонн скоплением кораллов и водорослей; согласно второй их призматическая форма — результат выветривания горных пород, наподобие «Мостовой гигантов» в Северной Ирландии, или образования песчано-известняковых конкреций. Чтобы сохранить уникальный объект, в 1937 году скалы были объявлены памятником природы.

## Галерея

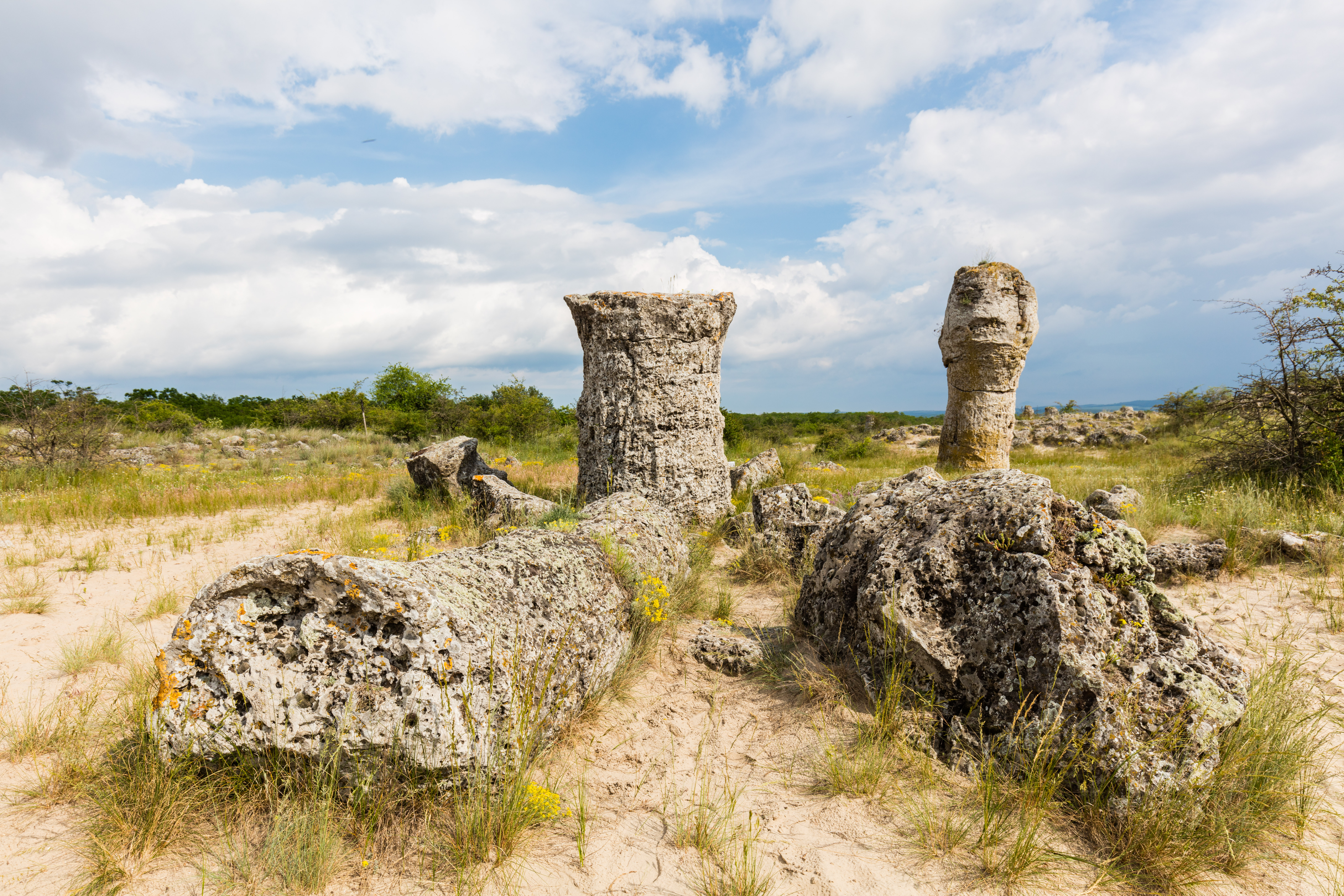
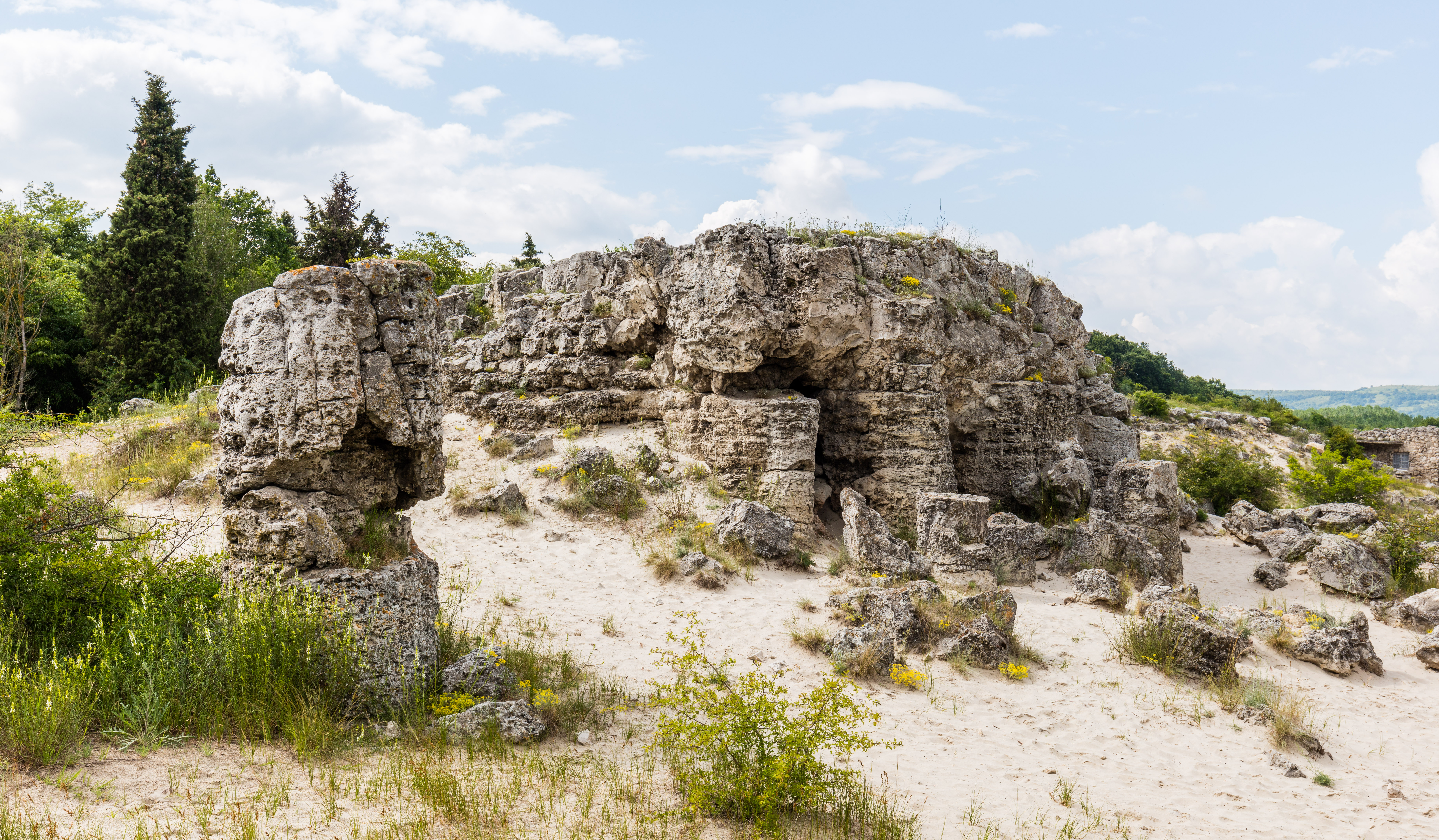
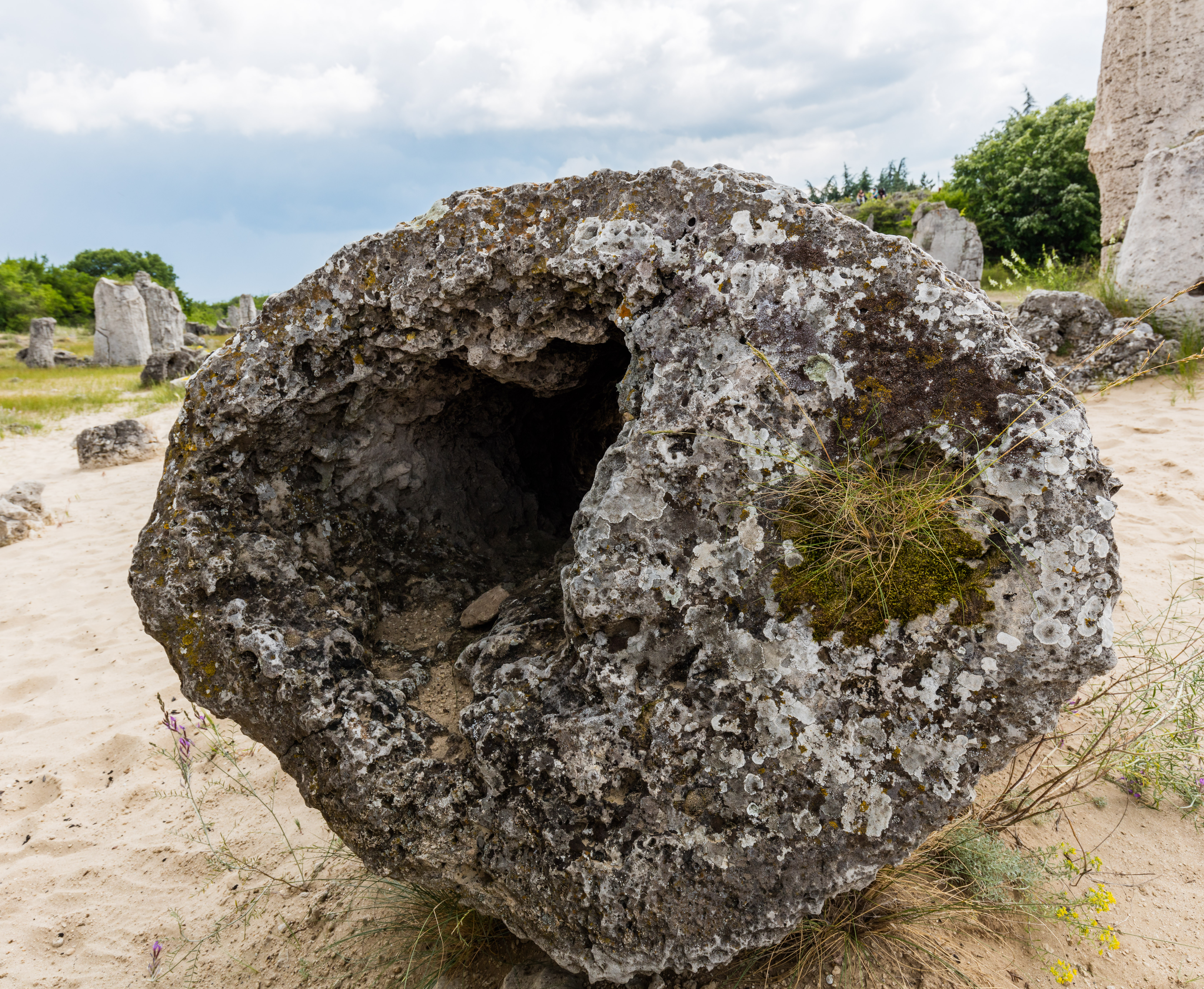
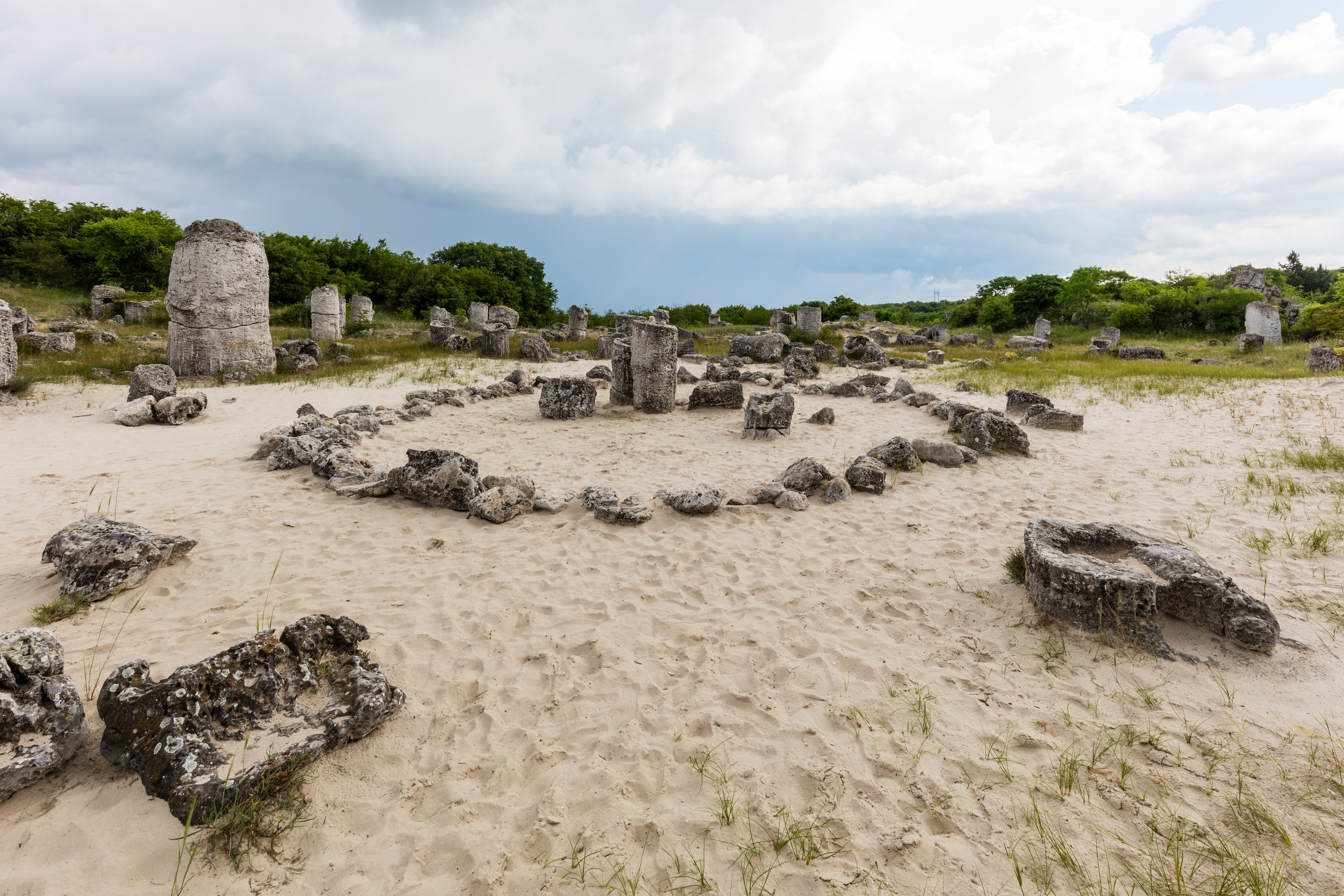
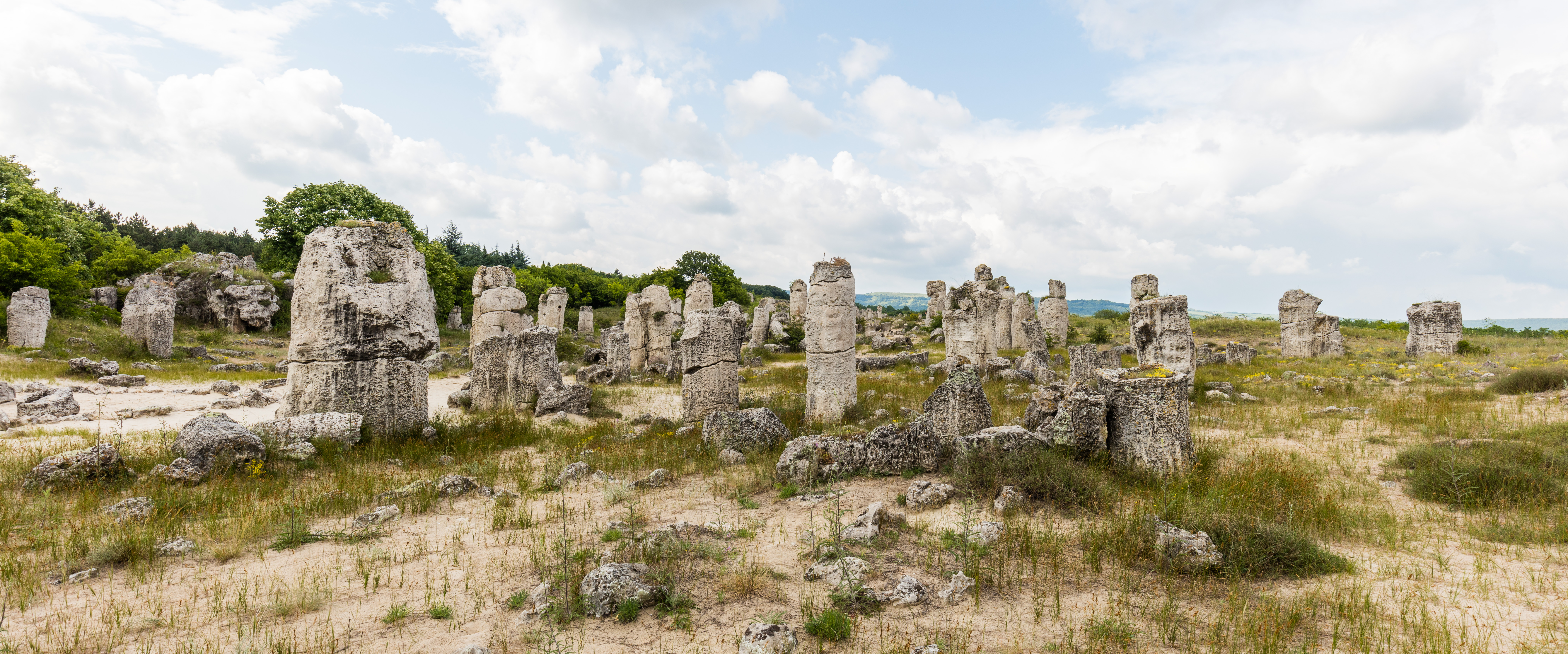
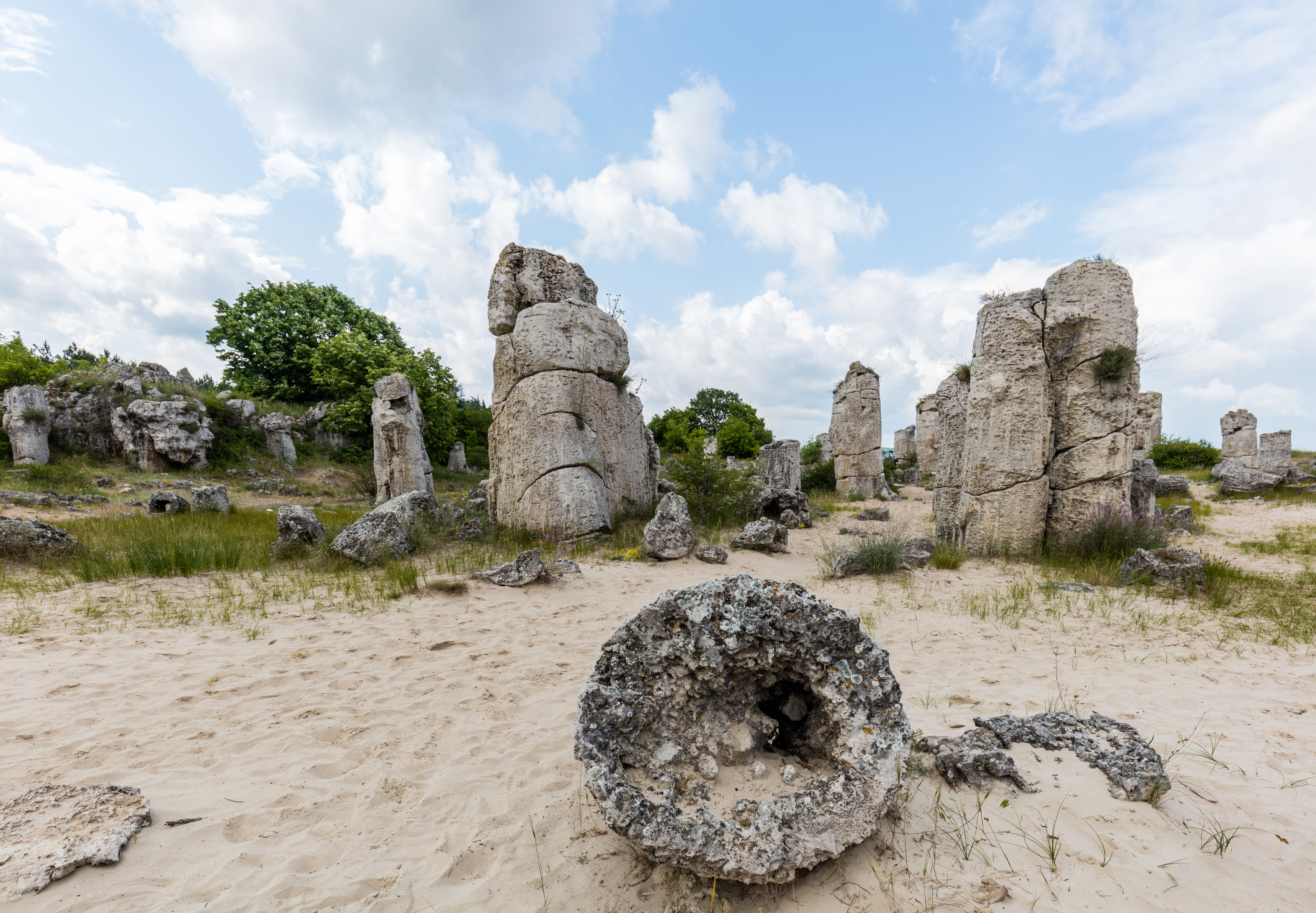
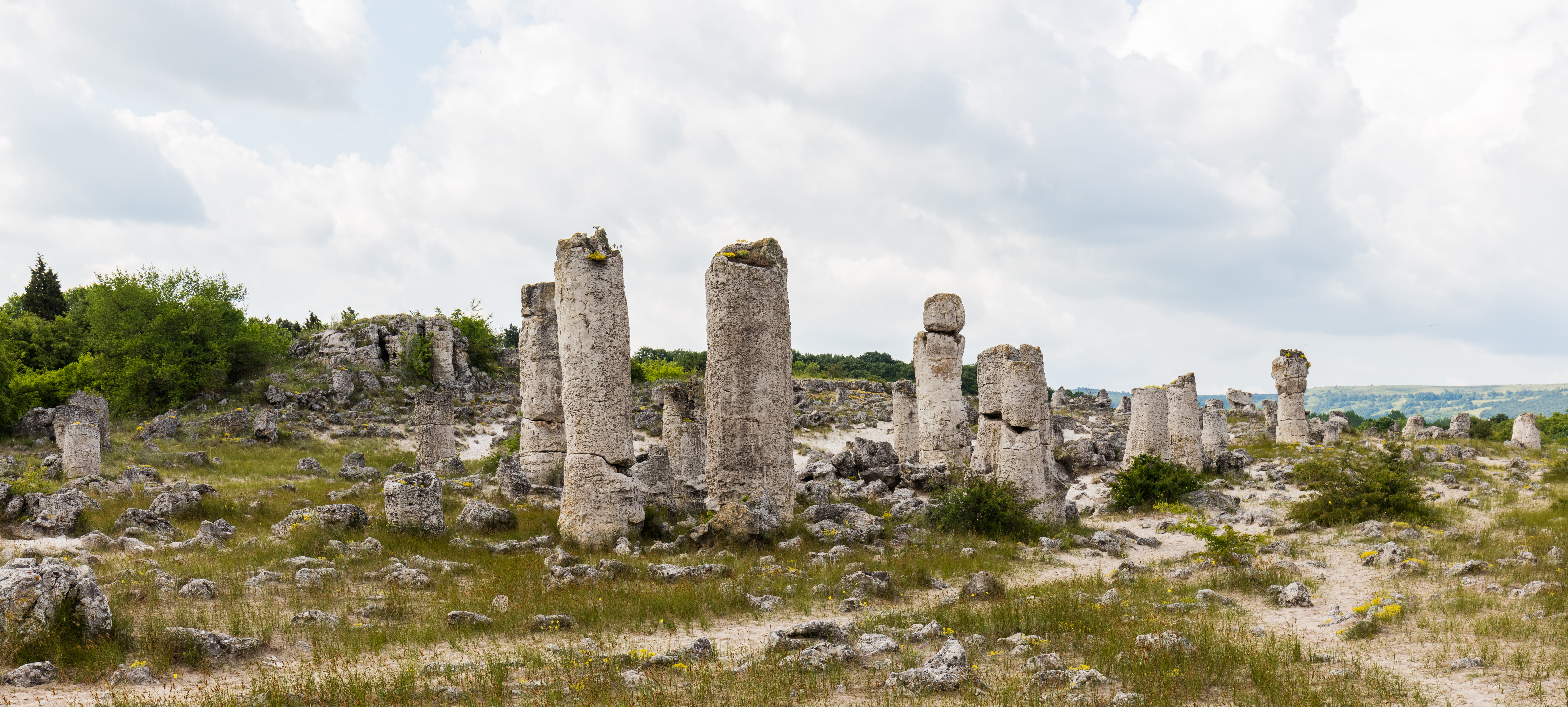